# Додемон, Софи
Софи Додемон (фр. Sophie Dodémont; род. 30 августа 1973, Пон-Сент-Максанс) — французская лучница, бронзовый призёр Олимпийских игр 2008.

## Биография
Не смогла пройти квалификацию на Олимпиаду 1992 года в Барселоне и 1996 года в Атланте.
На летних Олимпийских играх 2008 года в Пекине Додемон набрала 632 очка в предварительном раунде, благодаря чему стала 32-й сеяной в финальной сетке. Но уже в первом раунде проиграла немке Ане Хицлер со счётом 106:107.
Додемон приняла участие в командном турнире вместе с Беранжер Шу и Виржини Арнольд. По результатам предварительного раунда индивидуальных соревнований, сумма очков Софи (632), а также её напарниц (645 у Шу и 626 у Арнольд) французская команда стала пятой сеяной, что позволило начать турнир с четвертьфинала. Со счётом 218:211 они победили там польскую сборную, но в полуфинале против Южной Кореи сумели набрать всего 184 очка, тогда как кореянки набрали 213. В матче за бронзовую медаль француженки выиграли у сборной Великобритании 203:201, став бронзовыми призёрами.
Позднее Додемон сменила классический (олимпийский) лук на блочный. После этого она стала бронзовым призёром чемпионата мира 2013 в командных соревнованиях с Паскаль Лебек и Сандрин Вандьонан. В 2014 году Софи выиграла чемпионат мира в помещении в Ниме, после чего объявила о завершении карьеры.
Спустя четыре года Додемон вернулась в спорт, а её первым турниром стал Кубок мира в Шанхае в конце апреля 2018 года. На этом этапе Софи уступила победителю турнира колумбийке Саре Лопес в четвёртом раунде. Первую личную медаль 44-летняя француженка завоевала на этапе Кубка мира в Солт-Лейк-Сити, а затем завоевала золотую медаль в Берлине. В финале Кубка мира в Самсуне заняла пятое место.
В 2019 году Софи Додемон стала серебряным призёром чемпионата мира в Хертогенбосе в паре с Пьером-Жюльеном Делош. В индивидуальном турнире француженка уступила уже в раунде 1/16 финала американке Пейдж Пирс. В том же году Додемон стала бронзовым призёром Европейских игр в Минске, обыграв в матче за бронзовую медаль турчанку Ешим Бостан со счётом 148:142, что стало рекордом Игр. В ранних поединках француженка оказалась сильнее датчанки Тани Йенсен (143:142 в четвертьфинале), а в полуфинале уступила россиянке Наталье Авдеевой 144:147.
Додемон приняла участие в Кубке мира, но первую медаль завоевала лишь на последнем этапе в Берлине. В финальном матче она уступила молодой американке Алексис Руис. Этого результата Додемон хватило для того, чтобы по очкам отобраться в финал Кубка мира в Москве, где завоевала бронзовую медаль, победив в «малом» финале датчанку Таню Йенсен. В четвертьфинале в перестрелке француженка оказалась сильнее словенки Тойи Эллисон, в полуфинале уступила будущей победительнице турнира Саре Лопес.